# Uttersjön
Der Uttersjön ist ein See in der schwedischen Gemeinde Örnsköldsvik und wird vom Utterån durchflossen.

## Geographie
Der Uttersjön liegt bei der Ortschaft Uttersjö, einige Kilometer nordöstlich von Hädanberg.

## Name
Wie beim Stor-Uttersjön entstammt der Name des Sees den im Fluss lebenden Ottern.